# 엔조이 부인
《엔조이 부인》(Griechische Feigen, The Fruit Is Ripe)은 독일(구 서독)에서 제작된 시지 로드먼드 감독의 1977년 코미디 영화이다. 올리비아 파스칼 등이 주연으로 출연하였다.

## 출연

### 주연
- 올리비아 파스칼

### 조연
- 사비 도어
- 토머스 프리취

## 기타
- 의상: 로프 알브레트